# Films américains sortis en 1906
Listes de films américains
- 1902
- 1903
- 1904
- 1905
- 1906
- 1907
- 1908
- 1909
- 1910

Liste de films américains sortis en 1906. 
| Titre                                                | Réalisateur                             | Distribution                             | Genre                      | Notes |
| ---------------------------------------------------- | --------------------------------------- | ---------------------------------------- | -------------------------- | --- |
| The Automobile Thieves                               | James Stuart Blackton                   | James Stuart Blackton, Florence Lawrence | Drame policier             | Sorti sur les écrans le 10 novembre 1906. Histoire d'un jeune couple auteur d'une série de cambriolages. Ils sont l'objet d'une poursuite à l'issue de laquelle les deux sont tués. |
| Humorous Phases of Funny Faces                       | James Stuart Blackton                   |                                          | Dessin animé               | Ce film de trois minutes est présenté par les historiens du cinéma comme le premier dessin animé du cinéma sur support photographique.                                              |
| Rêve d'un fondu de fondue (Dream of a Rarebit Fiend) | Wallace McCutcheon et Edwin S. Porter   |                                          |                            | |
| From Leadville to Aspen: A Hold-Up in the Rockies    | Francis J. Marion et Wallace McCutcheon |                                          | Short action/crime western | |
| The ? Motorist                                       | Walter R. Booth                         |                                          | Short comedy               | |